# اللهجة البصرية
اللهجة البصراوية وهي أقرب اللهجات العراقية للهجة الخليجية. وتختلف بشكل واضح وجذري عن لهجة الريف الجنوبي حيث أنها خليط من اللهجة الخليجية الحضرية والبدوية وبعض المفردات الفارسية والإنكليزية والتركية. اللهجة البصراوية دارجة الاستخدام في البصرة وخصوصاً أهالي البصرة القديمة ولدى العوائل البصرية وكذلك في الزبير وأبو الخصيب وسفوان وأم قصر. هذه اللهجة بدأت بالانحسار نسبياً وذلك للهجرة الكثيفة من الريف للمدينة في منتصف القرن الماضي وامتزاجها مع لهجات ريف الجنوب.
وأكثر ما يمكن ان تميز المتحدثين باللهجة البصرية هي اليأيأة وهي إبدال الجيم ياءً نحو: يَمّي في جَنبي (أي بجانبي)، ودِياية في دِجاجة، وريّال في رجّال (أي الرجل، مفرد الرجال). والتشتشة وهي قلب الكاف «تش» مدغمة، نحو: تشلب(كلب)، علتش(علك). وكذلك الكشكشة وهي إبدال كاف المخاطبة بالشين في المؤنث.